# Steingaden
Steingaden is een plaats in de Duitse deelstaat Beieren, en maakt deel uit van het Landkreis Weilheim-Schongau.
Steingaden telde 2.928 inwoners in december 2020.
In de deelgemeente Wies staat de Bedevaartskerk die in 1983 werd opgenomen in de Werelderfgoedlijst.

## Geografie
De plaats is gelegen in de noordelijk voor-alpen, vlak bij de grens tussen Oberbayern en Allgäu. De wijken (Ortsteile) van de gemeente zijn Fronreiten, Ilgen, Lauterbach, Riesen, Urspring und Wies. 
Altenstadt ·
Antdorf ·
Bernbeuren ·
Bernried ·
Böbing ·
Burggen ·
Eberfing ·
Eglfing ·
Habach ·
Hohenfurch ·
Hohenpeißenberg ·
Huglfing ·
Iffeldorf ·
Ingenried ·
Oberhausen ·
Obersöchering ·
Pähl ·
Peißenberg ·
Peiting ·
Penzberg ·
Polling ·
Prem ·
Raisting ·
Rottenbuch ·
Schongau ·
Schwabbruck ·
Schwabsoien ·
Seeshaupt ·
Sindelsdorf ·
Steingaden ·
Weilheim i.OB ·
Wessobrunn ·
Wielenbach ·
Wildsteig